# بک سونگ چول
بک سونگ چول (کره‌ای: 백성철؛ زادهٔ ۱۰ مارس ۱۹۹۹) مدل و بازیگر اهل کره جنوبی است. او بیشتر به خاطر ایفای نقش در بگو که دوستم داری (۲۰۲۳) شناخته می‌شود.

## فیلم‌شناسی

### مجموعه تلویزیونی
| سال       | عنوان                    | نقش               | منابع |
| --------- | ------------------------ | ----------------- | ----- |
| ۲۰۲۱      | هنوز سی سالم نشده        | هیونگ جون یونگ    | [ ۲ ] |
| ۲۰۲۱      | رستوران جادوگر           | کو هیون وو        | [ ۳ ] |
| ۲۰۲۱      | بازرس کو                 | سانتا             | [ ۴ ] |
| ۲۰۲۲      | روزی روزگاری یک شهر کوچک | لی سانگ هیون      | [ ۵ ] |
| ۲۰۲۳–۲۰۲۴ | بگو که دوستم داری        | چا جین وو (جوانی) | [ ۶ ] |
| ۲۰۲۴      | شکل‌گیری عشق              | اوه چان هی        | [ ۷ ] |